# Halla Signý Kristjánsdóttir

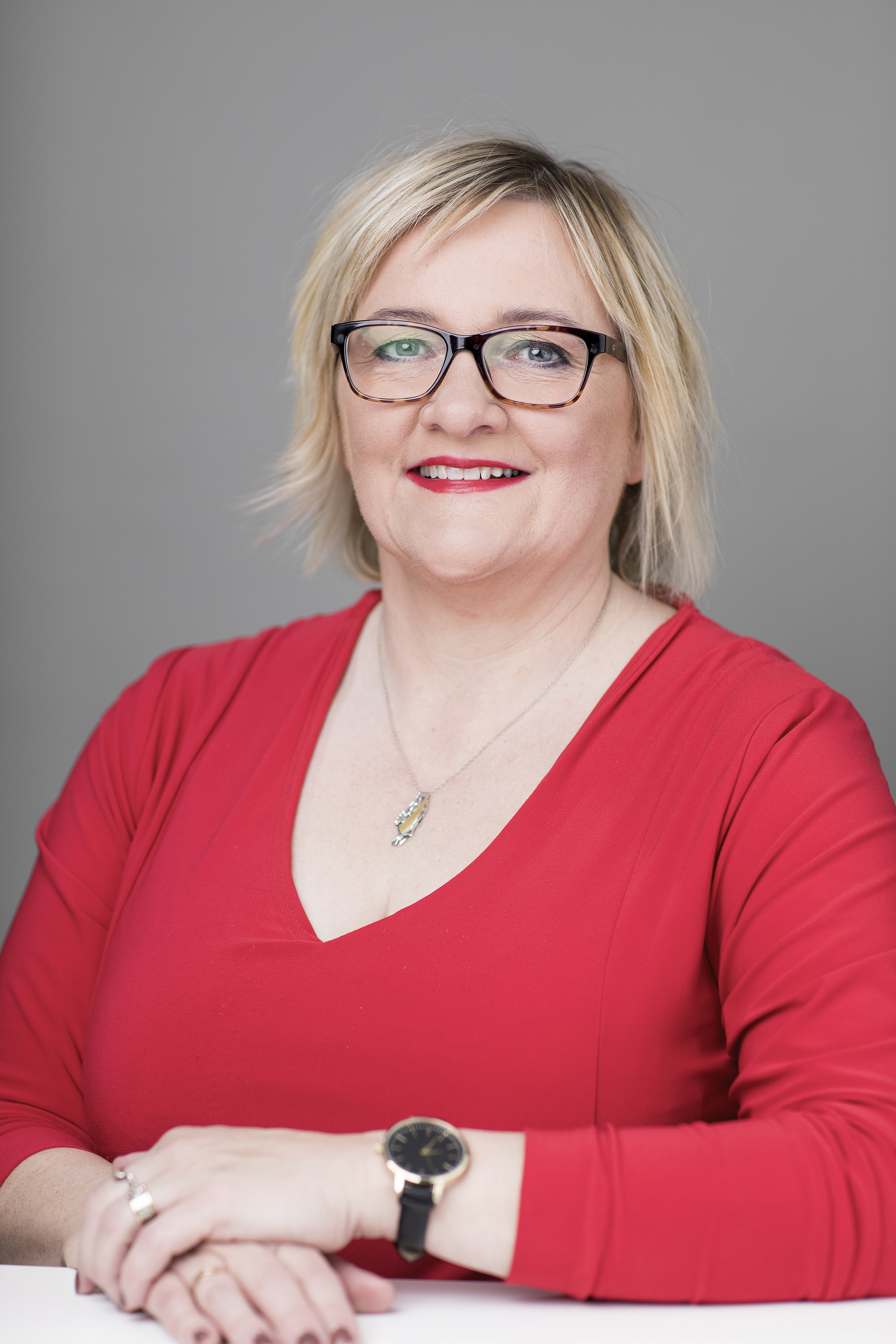
Halla Signý Kristjánsdóttir

Halla Signý Kristjánsdóttir (* 1. Mai 1964 in Flateyri) ist eine isländische Politikerin der Fortschrittspartei.

## Leben
Halla Signý Kristjánsdóttir hat einen Bachelor in Betriebswirtschaftslehre von der Universität Bifröst und ein Diplom in öffentlicher Verwaltung von der Universität Island. Sie war unter anderem als Landwirtin auf dem Hof Kirkjuból im Bjarnardalur, Önundarfjörður, tätig. Von 2005 bis 2018 war sie Finanzverwalterin der Gemeinde Bolungarvík.
Bei der Parlamentswahl vom 28. Oktober 2017 wurde Halla Signý als Kandidatin der Fortschrittspartei für den Nordwestlichen Wahlkreis ins isländische Parlament Althing gewählt. Mit Stand vom Januar 2019 gehört sie den parlamentarischen Ausschüssen für Gewerbeangelegenheiten und Wohlfahrt an.